# Dejan Savić
Dejan Savić (Belgrado, 24 de abril de 1975) é um ex-jogador de polo aquático e atualmente treinador sérvio, medalhista olímpico.

## Carreira
Dejan Savić fez parte dos elencos olímpicos de prata em Atenas 1996, e bronze em Sydney 2000 e Pequim 2008.

### Rio 2016
Savic comandou a equipe Sérvia medalha de ouro, numa histórica final contra a Croácia.